# Szedzieński
Szedzieński (Szedziński) – polski herb szlachecki z nobilitacji.

## Opis herbu
Opis z wykorzystaniem zasad blazonowania, zaproponowanych przez Alfreda Znamierowskiego:
Na tarczy dzielonej w słup, w polu prawym, błękitnym lew naturalny, wspięty, w lewo, pole lewe czerwone z bordiurą złotą.
Klejnot: nieznany.
Labry nieznanej barwy.

## Najwcześniejsze wzmianki
Nadany Erazmowi i Stanisławowi Szedzińskim 15 sierpnia 1552.

## Herbowni
Ponieważ herb Szedziński był herbem własnym, prawo do posługiwania się nim przysługuje tylko jednemu rodowi herbownemu:
Szedzieński (Szedziński).